# كأس الجزائر 1972–73
كأس الجزائر 1972–73  هو موسم من كأس الجزائر. أشرف على تنظيمه الإتحاد الجزائري لكرة القدم، وكان عدد الأندية المشاركة فيه 64، وفاز فيه نادي مولودية الجزائر.